# Gérard Layani
 (novembre 2015).
Si vous disposez d'ouvrages ou d'articles de référence ou si vous connaissez des sites web de qualité traitant du thème abordé ici, merci de compléter l'article en donnant les références utiles à sa vérifiabilité et en les liant à la section « Notes et références ».
Pour les articles homonymes, voir Layani.
Gérard Layani, né en 1948 à Paris, est un auteur-compositeur-interprète français. Il est notamment connu pour avoir composé Requiem pour un fou, chanté par Johnny Hallyday.

## Biographie
Dans la famille Layani, tout le monde chante à la maison. Isidore et Bergina, les parents, écoutent tous les artistes à la mode, de Tino Rossi à Gilbert Bécaud en passant par Dario Moreno et Francis Lemarque, aussi n’est-ce pas un hasard si leurs garçons William et Gérard prennent le relais, quelques années plus tard. Dans les années 1960, sur le modèle du groupe The Shadows, ils montent un groupe, les New Stars : William à la basse, Gérard à la guitare et au chant, Michel Lafont à la guitare solo et Gérard Lescure à la batterie. Âge moyen, 16 ans. C’est l’époque du Golf Drouot où tous les vendredis soirs, les petits groupes débarquent pour faire le fameux Tremplin [...] ; le temps des concours en banlieue Nord, des auditions et des radio-crochets à l’entracte. Et les quatre garçons n’échappent pas à la règle, tandis qu’ils côtoient Les Chats sauvages, Les Chaussettes noires et autres Vautours et Lionceaux, ils rencontrent bientôt un jeune chanteur qui cherche un groupe et aurait une chance chez Barclay. L’affaire ne se fait pas, mais elle donne à Gérard l’envie d’écrire des chansons... Avant cela, il devient moniteur de colonies de vacances pour sa ville, Saint-Denis pendant quelques années et découvre son premier public à travers les enfants.
Lors d’un radio-crochet organisé à Toulouse en 1965, Gérard rencontre le jeune Germinal Tenas qui, bien des années après composera des musiques pour le petit et le grand écran. Séduit par les chansons de Gérard Layani et en sa qualité de directeur artistique chez Vogue, il lui propose de faire un premier disque. Sortis en 1966 et 1967, les titres Les musiciens du Métropolitain suivi de L’homme invisible fonctionnent plutôt bien. Entretemps, toujours chez Vogue, il fait la connaissance d’Alain Boublil qui, responsable des éditions, lui propose d’écrire pour quelques artistes maison. Gérard s’exécute et agrémente le répertoire de Jean-François Michaël (Je veux vivre auprès de toi, La vie continue, L’amour), Antoine (Tous les enfants du monde) et Pétula Clark (C’est le refrain de ma vie, Le grand amour). Il élargit rapidement son champ d’action avec Tino Rossi (Quelques gouttes de pluie, Corsica), Marie Laforêt (Tu es laide, Dis à Mathieu), Sheila (Isabelle), Hervé Vilard (Le danseur de Rio, La déchirure), Nicoletta (Un homme, Mauvais trip), Daniel Guichard (Un temps pour tout), Dalida (Amnésie, Mama Caraïbo). Gérard Layani en est soit le parolier, soit le compositeur, parfois les deux. Alain Boublil étant le gendre de Franck Pourcel, il rencontre ce dernier qui produit alors Jean-François Michaël et, plus tard, Claude-Michel Schönberg.
Entre 1970 et 1973, Franck Pourcel et sa production France-Étoile font enregistrer dix titres à Gérard Layani, lesquels sont publiés chez EMI et RCA (Pourquoi pleurer, Marie-toi Marie, Pleure pas la ville, Himalaya, À la saison des blés...). Avec Pourcel, il peaufine son métier et acquiert rigueur, méthode, confiance et goût du travail. IL lui apporte le recul qui lui manque, tant en studio que sur scène. Parallèlement à sa carrière solo, Gérard participe en tant qu'interprète à deux Opéra-rock à succès : Jésus Christ superstar (1973) au Théâtre national de Chaillot et à l'Olympia, et La Révolution française (1975) d'Alain Boublil, Claude-Michel Schönberg, Raymond Jeannot et Jean-Max Rivière, joué pendant trois mois à Mogador, dans laquelle il incarne Robespierre aux côtés des Martin Circus, de Christian Delagrange et Alain Bashung. Se produisant à 18 heures à l’Olympia, il reste chaque soir pour y voir et revoir le spectacle de Léo Ferré Seul en scène avec le pianiste Paul Castanier, qui le bouleverse et lui fait définitivement comprendre que faire des chansons, est un vrai métier. Une profession qui commence d’ailleurs à le reconnaître puisqu’il reçoit, en 1972, le Prix Charles Trenet des mains de l’artiste.
En 1975, l’éditrice Marie-France Seyrat, le met en contact avec le compositeur et producteur Jacques Revaux, en préparation d’un nouvel album pour Johnny Hallyday. Revaux retient une des trois musiques présentées par Layani et la confie au parolier Gilles Thibaut. Quinze jours après, Gilles lui renvoie un texte intitulé Fou d'amour, prémisse de ce qui va devenir le succès Requiem pour un fou. En face B du 45 tours prévu pour janvier 1976, Gilles lui propose un autre texte, Les Chiens de paille, inspiré du film homonyme de Sam Peckinpah, texte sur lequel Gérard compose la musique. Une autre de ses compositions est retenu pour l'album d'Hallyday, Rendez-vous en enfer. La même année, il signe la chanson Le bonheur sur l’album Ta sorcière bien-aimée de Sylvie Vartan. Gérard Layani écrira encore pour Johnny Hallyday, en 1981, Chez madame Lolita.
Il retrouve bientôt Alain Boublil et surtout Raymond Jeannot qui vient de monter La Bande à Basile. Pour l’album en préparation, Gérard Layani écrit Les baleines blanches et surtout La Chenille, dans la tradition des farandoles de colonies de vacances. Une chanson festive, au départ anodine, devenue un air du folklore populaire français à part entière. Suivent Le Cirque Basile et La danse du tapis. 
La même année, Gérard Layani sort un album chez AZ, Le fils de l'Italienne, avec les tires phares À l'ombre des lumières et L’équilibriste. D’autres 45 tours suivront, parmi lesquels Le malhabile (1979), Emeline (1982), Je t’aime (1984), Même si un jour (1987), Histoire de nous (1988). Désireux de varier ses activités, il crée son propre studio d’enregistrement, Gégé Music, espace de production audio consacré à la réalisation de pubs, jingles, orchestrations, enregistrements d’artistes. Dès 1985, on y croise beaucoup d’amis et interprètes dont Georges Guétary (Amour impossible), Pierre Delanoë ou encore Ginette Reno. En 1990, il s’envole pour le Québec afin de travailler avec Ginette Reno, pour laquelle il écrit les chansons Vie privée, Chanter, Ad vitam aeternam. Au passage, Gérard se replonge dans son passé et, en 1997, il publie un CD aux parfums de Méditerranée, dans lequel il rend hommage à "Bou Saada", le village de ses parents en Algérie.
En 1998, il retrouve son studio et travaille sur une tragédie musicale consacrée à l'histoire du bateau Exodus, en collaboration on avec Raymond Jeannot : 30 chansons complétées d’enchaînements, d’ambiances vont être mises au point, afin d’utiliser l’espace scénique . Après une synthèse chronologique à partir des multiples ouvrages publiés sur le sujet, il écrit paroles et musiques. Le spectacle Exodus 47 est donné en version oratorio en janvier 2011 par quinze comédiens-chanteurs sur la scène de l’Espace Rachi, centre d’Art et de Culture à Paris.
En 2005, Gérard Layani reçoit le Prix René Jeanne à la Sacem pour l’ensemble de son œuvre. Depuis 2007, il est membre de la Commission des Comptes de la Sacem et a été nommé Président de l’Amicale des Allocataires de la Sacem.
Entre 2006 et 2018, Gérard LAYANI est régulièrement élu à la  commission des comptes de la Sacem.
En 2017, Gérard reçoit la médaille de la Sacem pour ses 50 ans de chansons.
2018, Il est Président de l'Amicale des Allocataires de la Sacem.

### Auteur-compositeur-interprète
- 1966 : Les musiciens du Métropolitain, titre du premier disque de Gérard Layani, un super 45 tours. Il a aussi enregistré : L'homme invisible est arrivé
- 1967 : Pourquoi pleurer
- 1970 : À la saison des blés
- 1973 : À l'ombre des lumières
- 1976 : Le malhabile
- 1979 : Émeline

### Auteur-compositeur pour d'autres interprètes
Il a écrit et / ou composé des chansons pour plusieurs artistes, notamment :
- Antoine : Tous les enfants du monde
- Petula Clark : Le Refrain de ma vie, Le grand amour (1967)
- Nicole Croisille : L’amour par correspondance
- Dalida : Mama Caraibo, Je m’appelle amnésie
- Georges Guétary : Amour impossible
- Daniel Guichard : Un temps pour tout
- Johnny Hallyday : Rendez-vous en enfer, Requiem pour un fou, Les Chiens de paille (album Derrière l'amour, 1976) ; Chez madame Lolita (album En pièces détachées, 1981)
- Marie Laforêt : Tu es laide, Dis à Mathieu, J’ai le cœur gros du temps présent, Prends moi, La légende de Thomas
- Nicole Martin : C'est plus la peine (album Le Goût d'aimer, 1991)
- Los Muchachos : Ou la la la
- Jean-François Michaël : Je veux vivre auprès de toi, L’amour, La vie continue [...]
- Nicoletta : Un homme, Mauvais trip
- Georgette Plana : Violetta
- Ginette Reno : Fatiguée, Ad vitam éternel, Vie privée, C’est écrit, Chanter , L'amitié [...]
- Sheila : Isabelle
- Tino Rossi : Quelques gouttes de pluie, Corsica
- Sylvie Vartan :  Le bonheur
- Hervé Vilard :  Le danseur de Rio, La déchirure

### Discographie
45 tours
- 1966 : Les musiciens du métropolitain/Une fleur dans un ruisseau/Le chant de ma prairie/Le pommier de nos vacances (Vogue 8443)
- 1967 : L'homme invisible est arrivé/Vers l'Australie/Rendez-le nous/Sarah (Vogue 8514)
- 1970 : Pourquoi pleurer/Petite sœur (Pathé Emi 2C006-10 832M)
- 1970 : Marie-toi Marie/Ma mère (Pathé Emi C006-11019)
- 1971 : Pleure pas la fille/Tant pis, tant mieux (Pathé Emi 2C006-11214)
- 1971 : Nostalgia di te/Lei non morira (Pathé Emi 3C006-11359)
- 1972 : Himalaya/Quand les hommes (Pathé Emi 2C006-1184)
- 1973 : A la saison des blés/Il y avait le vent du nord (RCA Victor 40044)
- 1976 : A l'ombre des lumières/La montagne verte (AZ Discodis SG 593)
- 1976 : Le fils de l'italienne/Et j'y croyais (AZ Discodis SG 624)
- 1979 : Le malhabile/Le feu, l'été (WEA 11 303)
- 1982 : Emeline/Chantez souvenir (CBS A2038)
- 1984 : Je t'aime/Les grands oiseaux (Vogue 101919)
- 1988 : Histoire de nous/Vie privée (Pathé Marconi 202 312-7)

CD
- 2018 : Anthologie 1966-1988 (Marianne Mélodie 3 220018 590349)  24 titres